# Pseudouroplectes maculatus
Espèce
Pseudouroplectes maculatus est une espèce de scorpions de la famille des Buthidae.

## Distribution
Cette espèce est endémique de la région d'Atsimo-Andrefana à Madagascar. Elle se rencontre vers Ankidranoka et Ranobe.

## Description
Le mâle holotype mesure 15,87 mm.

## Publication originale
- Lourenço & Goodman, 2006 : « A reappraisal of the geographical distribution of the genus Pseudouroplectes Lourenco (Scorpiones: Buthidae) in Madagascar. » Comptes Rendus Biologies, vol. 329, no 2, p. 117-123.